# مجمع طراغونة
كان مجمع طراغونة مجمعيين متميزين للكنيسة الكاثوليكية الرومانية التي عقدت في مدينة طراغونة الإسبانية.

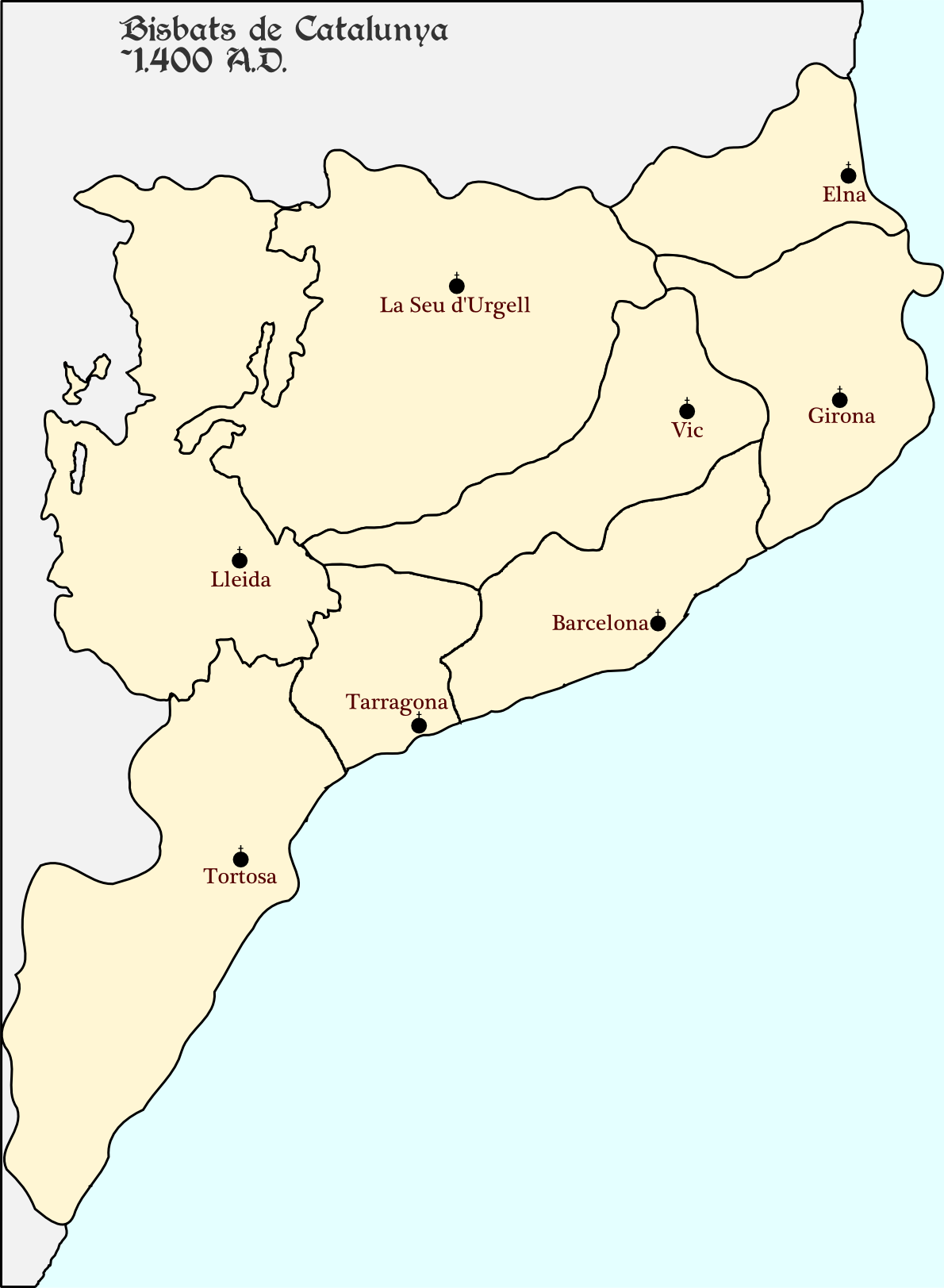
مقاطعة طراغونة في كتلونيا.

## مجمع طراغونة الأول
عقد مجمع طراغونة من قبل رئيس الأساقفة جون من طراغونة، في 6 نوفمبر 516 أي في القرن السادس الميلادي. جمع هذا المجلس جميع أساقفة مقاطعته، وبذلك أصبح أول مجلس مقاطعة طراغونة . كان هناك عشرة أساقفة حاضرين. في 517 قام بتجميع مجلس محافظة أخرى في غيرونا.

## مجمع طراغونة الثاني
عقد مجمع ثان في طراغونة في عام 1234 في القرن الثالث عشر الميلادي لتنظيم إجراءات محاكم التفتيش ،  التي بدأت في عام 1233. وكذلك التصديق على نتائج مجمع تولوز.
القانون الكنسي الثاني في المجمع الثاني من طراغونة شدد على ما جاء في مجمع تولوز الذي عقد قبل سنتين. «لا يجوز لأحد أن يمتلك كتب تحوي العهدين القديم والجديد، وإذا كان أي شخص يمتلكها يجب عليه تسليمها إلى الأسقف المحلي في غضون ثمانية أيام، بحيث يمكن حرقها ...» 